# جزر جنوب شيتلاند

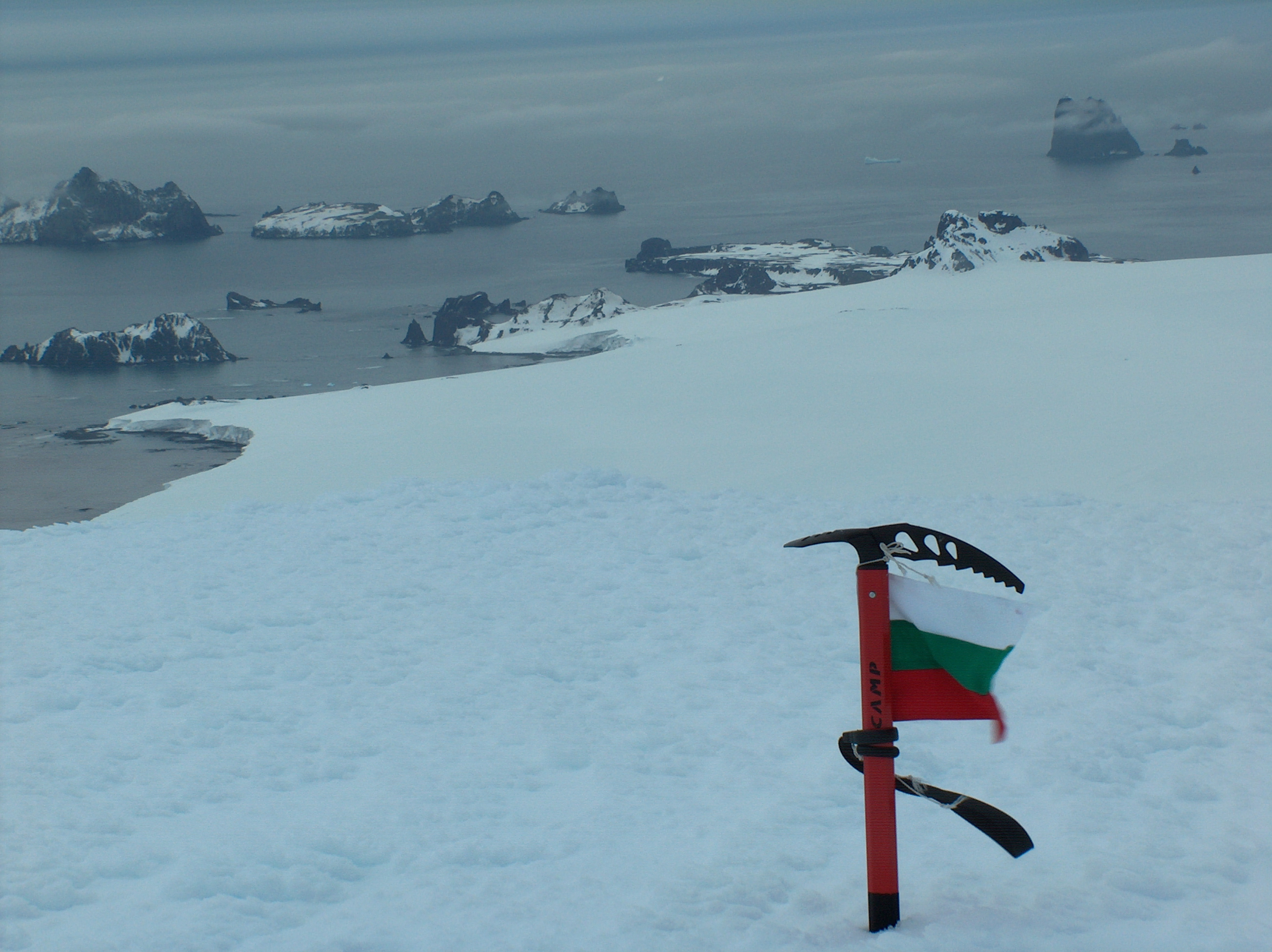
نقطة رأس ويليامز الذي تم اكتشافه في 19 فبراير 1819

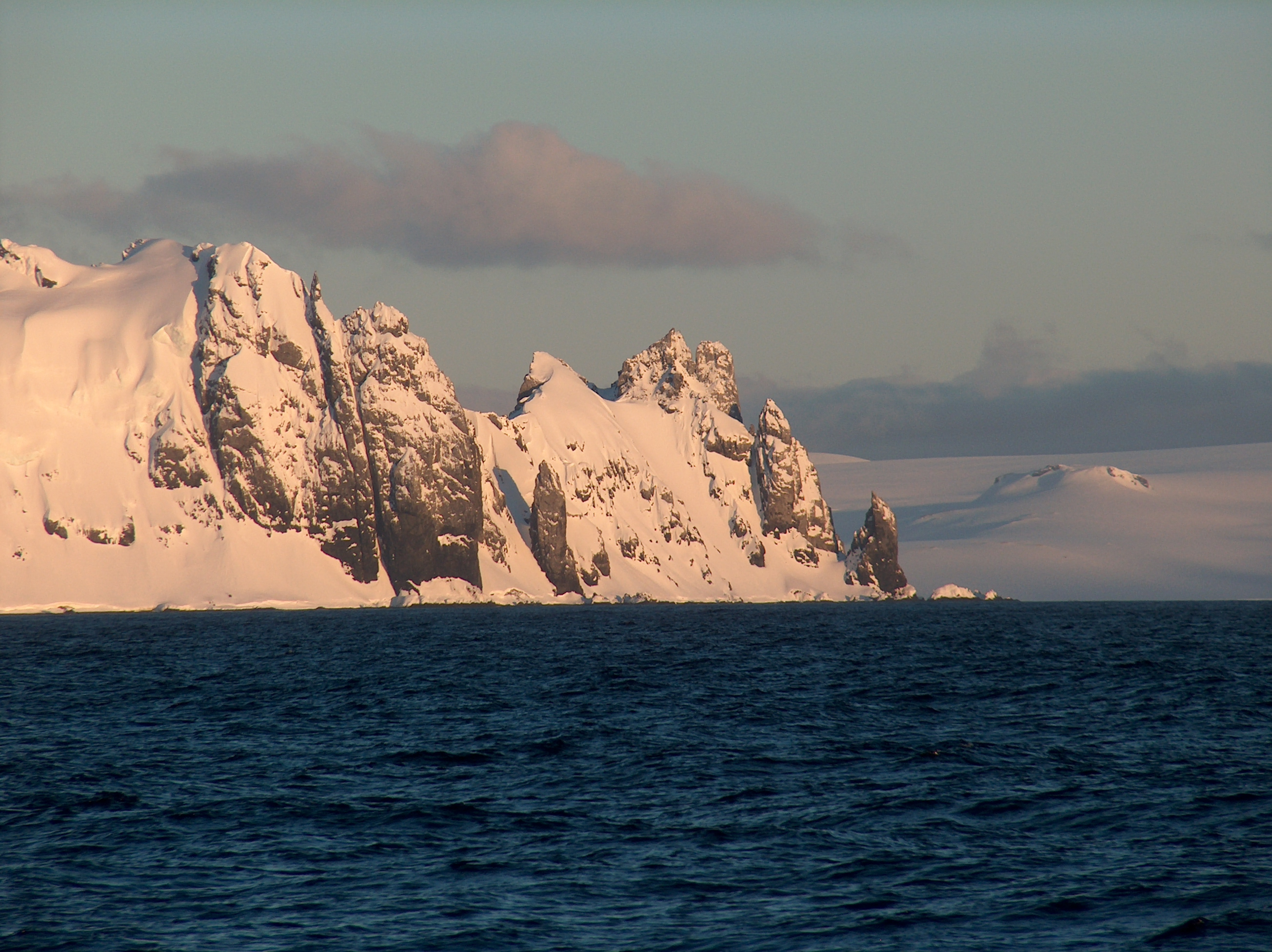
نقطة رأس رينير

جزر جنوب شيتلاند (بالإنجليزية: South Shetland Islands)‏ هي مجموعة من الجزر في القارة القطبية الجنوبية تبلغ مساحتها مجتمعة حوالي 3,687 كيلومتر مربع (1,424 ميل2) . تقع على بعد حوالي 120 كيلومتر (75 ميل) شمال شبه الجزيرة القطبية الجنوبية ،  وعلى بعد 430 كيلومتر (270 ميل) إلى 900 كيلومتر (560 ميل) جنوب غرب أقرب نقطة إلى جزر جنوب أوركني . بموجب معاهدة أنتاركتيكا لعام 1959 (نظام معاهدة القارة القطبية الجنوبية)، فإن هذه الجزر لا تتبع لسيادة أي دولة ويحق لأي دولة من الدول الموقعة على المعاهدة استخدامها لأي غرض باستثناء الأغراض العسكرية.
تطالب المملكة المتحدة بالجزر منذ عام 1908 وتطالب بها أيضا كجزء من إقليم أنتاركتيكا البريطاني منذ عام 1962. كما تطالب بها حكومات شيلي (منذ عام 1940 ، كجزء من المقاطعة التشيلية في القطب الجنوبي ) والأرجنتين (منذ عام 1943 ، كجزء من مقاطعة تييرا ديل فويغو في الأرجنتين ).
تحتفظ العديد من البلدان بمحطات أبحاث في الجزر. يقع معظمهم في جزيرة الملك جورج ، مستفيدين من مطار القاعدة التشيلية إدواردو فري .
هناك 16 محطة أبحاث حتى الآن تقع في أجزاء مختلفة من الجزر ، العدد الأكثر من هذه المحطات يتبع لتشيلي.